# Julio Castellanos
Julio Castellanos González (Ciudad de México, 3 de octubre de 1905 - 16 de julio de 1947) fue un pintor mexicano.
En 1918 ingresó en la Academia de San Carlos. Estudió pintura con Saturnino Herrán y Leandro Izaguirre. En plan de estudios viajó por Europa, Norte y Sudamérica. Practicó con original estilo la pintura mural y el cuadro de caballete. Fue un hábil dibujante e hizo litografías.
Entre sus óleos más famosos se encuentran: El Bohío Maya, El día de San Juan y su Autorretrato.
Su hijo es el escultor Antonio Castellanos Basich.
- Datos: Q1712344
- Multimedia: Julio Castellanos / Q1712344